# Мікула (комуна)
Мікула (рум. Micula) — комуна у повіті Сату-Маре в Румунії. До складу комуни входять такі села (дані про населення за 2002 рік):
- Берку-Ноу (233 особи)
- Мікула-Ноуе (444 особи)
- Мікула (3106 осіб) — адміністративний центр комуни

Комуна розташована на відстані 454 км на північний захід від Бухареста, 12 км на північ від Сату-Маре, 134 км на північ від Клуж-Напоки.

## Населення
За даними перепису населення 2002 року у комуні проживали 3783 особи.
Національний склад населення комуни:
| Національність | Кількість осіб | Відсоток |
| -------------- | -------------- | -------- |
| угорці         | 1456           | 38,5%    |
| румуни         | 1454           | 38,4%    |
| українці       | 621            | 16,4%    |
| цигани         | 245            | 6,5%     |
| турки          | 3              | 0,1%     |
| німці          | 2              | 0,1%     |

Рідною мовою назвали:
| Мова       | Кількість осіб | Відсоток |
| ---------- | -------------- | -------- |
| угорська   | 1500           | 39,7%    |
| румунська  | 1495           | 39,5%    |
| українська | 579            | 15,3%    |
| циганська  | 204            | 5,4%     |
| турецька   | 3              | 0,1%     |
| німецька   | 1              | < 0,1%   |

Склад населення комуни за віросповіданням:
| Релігія            | Кількість осіб | Відсоток |
| ------------------ | -------------- | -------- |
| православні        | 1204           | 31,8%    |
| п'ятдесятники      | 727            | 19,2%    |
| реформати          | 700            | 18,5%    |
| римо-католики      | 615            | 16,3%    |
| греко-католики     | 323            | 8,5%     |
| адвентисти         | 92             | 2,4%     |
| юдеї               | 41             | 1,1%     |
| бретрени           | 19             | 0,5%     |
| баптисти           | 9              | 0,2%     |
| не релігійні       | 6              | 0,2%     |
| мусульмани         | 5              | 0,1%     |
| не вказали релігію | 1              | < 0,1%   |